# ان‌جی‌سی ۴۹۰
ان‌جی‌سی ۴۹۰ (انگلیسی: NGC 490) یک کهکشان عدسی شکل در صورت فلکی ماهی است.